# 張鎮庄
張鎮庄，臺灣清代漢人聚落村莊的舊稱（1710-1719），位置約莫於今台中市南屯區、大肚區一帶，亦寫作「張鎮莊」。

## 沿革
臺灣北路營參將張國於康熙49年（1710年）報墾巴布拉族（Papora）貓霧捒社（Babosacq）一帶的土地，約略今日台中市南屯區處，立戶陞科，自為業主，名為「張鎮庄」，卻因於康熙58年（1719）九月發生原住民殺害佃民九人之事件，廢莊遣民。
康熙六十年（1721年）因朱一貴事件引發動亂，清廷派臺灣鎮總兵藍廷珍來臺鎮壓。藍廷珍平亂後上書閩浙總督覺羅滿保，雍正二年（1724）申辦墾照「藍張興」，招民來台，並以張鎮庄為中心向四方拓墾。藍廷珍投資張鎮庄若干資金，以合股的方式與張家共同擁有業主權，因此改張鎮庄為「藍張興庄」。